# Eberhard von Danckelman
Eberhard Christoph Balthasar von Danckelman lub Danckelmann (ur. 23 listopada 1643 w Lingen (Ems), zm. 31 marca 1722) – brandenburski polityk.
Eberhard von Danckelman był pierwszym ministrem Brandenburgii od 1695. Patronował założeniu uniwersytetu w Halle w 1694 i Akademii Sztuk Pięknych (Akademie der Künste) w Berlinie w 1696. W 1695 rozpoczęły się rządy siedmiu braci Danckelman. Mówiono wówczas o siedmiogłowym Danckelmannie (Danckelmansche Siebengestirn). Cesarz Leopold I wszystkich razem podniósł do godności hrabiów Rzeszy. Ich sukcesy jednak powodowało zazdrość innych osób.
Małżonka elektora brandenbuskiego Sophie Charlotte (1668–1705) była córką władającego nad elektoratem Hanoweru od 1692 roku Ernsta Augusta (1629–1698) i zaprzysięgłym wrogiem Danckelmana. Podburzyła ona trzech urzędników i tak 27 listopada 1697 ministrowie Fuchs, Barfus i Dohna obalili Danckelmana i zaaresztowali go. Akt oskarżenia miał 290 punktów, większość naciągana, więc sprawa ciągnęła się cały rok. Skazany został na więzienie i pozbawienie dóbr. Być może zostałby nawet skazany na śmierć, gdyby nie wstawił się za nim sam książę Fryderyk (przyszły Fryderyk I Hohenzollern).
Fryderyk I Hohenzollern już jako król w Prusach (od 1701) w 1707 pozwolił Danckelmanowi na osiedlenie się w Chociebużu i dał mu pensję w wysokości 2000 talarów rocznie. Nie przebaczono mu jednak. Następny władca (od 1713) Fryderyk Wilhelm I często zasięgał jego rady, lecz rewizji procesu nie przeprowadził.